# Mary Dunlop
Mary Dunlop (25 novembre 1912 - 20 décembre 2003) est une militante irlandaise pour le bien-être des aveugles et cofondatrice des Irish Guide Dogs for the Blind.

## Enfance et famille
Mary Dunlop naît Mary Edith Hobart le 25 novembre 1912 au 33 South Mall, Cork. Elle est la fille unique des trois enfants survivants du médecin généraliste Nathaniel Henry « Ted » Hobart (né en 1867) et d'Edith Guest Hobart (née Lane) (1881–1912). Sa mère meurt d'une pneumonie trois jours après sa naissance. La famille vit ensuite sur Blackrock Road à Cork, puis à Currabinny dans le comté de Cork. La famille fait partie de l'Église d'Irlande. Dunlop va à l'école en Angleterre et retourne en Irlande pour s'occuper de la maison de son père,.
Elle épouse Robert Andrew Egerton Dunlop (1902-1967) le 25 novembre 1933 pour son 21e anniversaire. Son mari vient du comté de Dublin et est lieutenant dans le Royal Army Service Corps à Édimbourg, après avoir servi à Camden Fort Meagher. Ils vivent en Écosse jusqu'à ce que la Seconde Guerre mondiale éclate. Ils ont une fille, Jill, née en 1935. Ils ont également des jumeaux décédés quelques semaines après leur naissance. Son mari sert dans le corps expéditionnaire britannique qui est évacué de Dunkerque en 1940. Elle voyage avec lui pour ses affectations en temps de guerre en Égypte, en Palestine, en Libye et au Ghana. Elle est chauffeuse d'ambulance en Afrique du Nord. Après sa retraite de l'armée au grade de lieutenant‐colonel, son mari travaille comme gestionnaire des transports dans une brasserie de Cork avec la famille vivant à Currabinny. Elle est veuve lorsqu'il meurt dans un accident d'avion commercial de passagers le 3 juin 1967 au-dessus des Pyrénées,.

## Bénévolat
Dunlop a un intérêt pour le bien-être des aveugles, ayant appris les restrictions subies par un oncle aveugle. Avec son mari, elle devient active avec The Guide Dogs for the Blind Association (GDBA), et continue à collecter des fonds en Irlande pour l'association. Dunlop est une organisatrice bénévole en Irlande de la GDBA au début des années 1970, siégeant à l'exécutif de la branche du comté de Cork du Conseil national pour les aveugles d'Irlande . Elle adopte un chien de berger allemand, Jan, qui a été élevé par l'association. Elle forme Jan et participe à des expositions agricoles, des expositions hippiques et des expositions canines à travers l'Irlande. Jan est populaire auprès du public et ses spectacles sont des occasions de collecte de fonds efficaces, démontrant à quel point les chiens peuvent être hautement entraînés. Ils sont bien connus en Irlande, Jan et Mary participant au The Late Late Show en 1969,.
Une démonstration de quatre chiens fait le tour de l'Irlande pour le GDBA, les fonds collectés sont largement utilisés pour envoyer des bénévoles d'Irlande au centre d'Exeter GDBA pour y être formés à l'utilisation de chiens-guides, car cette formation n'était pas disponible en Irlande. Au milieu des années 70, seuls 24 partenariats avec des chiens-guides irlandais et des propriétaires ont été facilités. Mary croit fermement que beaucoup plus d'Irlandais pourraient bénéficier des services de chiens-guides. Elle s'associe à Jim Dennehy, un homme d'affaires de Cork accidentellement devenu aveugle à l'âge adulte. En juin 1976, ils ont cofonde la Irish Guide Dogs Association (IGDA) devenue plus tard la Irish Guide Dogs for the Blind (IGDB),. La réunion inaugurale au cours de laquelle Dunlop est élue présidente a eu lieu à la Mansion House de Dublin et était présidée par le diffuseur Jim Sherwin.
Avec des aspirations pour un centre de mobilité en Irlande pour fournir une formation sur l'utilisation des chiens-guides et autres aides à la mobilité, ils trouvent des locaux à Drumcondra à Dublin. D'autres organisations irlandaises pour les aveugles ne peuvent pas de consacrer leurs rares ressources à la formation et à la fourniture de chiens-guides, d'autant plus qu'il y a un scepticisme sur nombre de personnes pouvant en bénéficier et sur les problèmes que la manipulation des chiens pose à leurs clients. Dunlop et d'autres membres de l'IGDA sont confrontés à la perception dans la société irlandaise que les aveugles sont impuissants et incapables de vivre une vie indépendante. L'IGDA plaide pour donner une formation et un soutien aux aveugles afin qu'ils puissent développer leur talent et leur potentiel.
La nouvelle association rencontre des problèmes internes avec le site de Drumcondra qui se révèlent inadapté, des problèmes d'approvisionnement de chiens aptes à être formés et des désaccords sur les politiques et les dépenses. En juin 1979, un accord intérimaire de 3 ans avec le GDBA britannique est trouvé, ce qui marque un tournant. L'accord précise que le GDBA britannique fournit des chiens et une formation pour le personnel irlandais en préparation d'une association irlandaise complètement indépendante. En 1980, l'IGDA déménage dans une ancienne ferme reconvertie sur Model Farm Road, à Cork, où ils dressent leurs deux premiers chiens. Au nouveau centre de Cork, un programme d'élevage irlandais est créé pour fournir des chiens, où les chiens sont jumelés avec les propriétaires et une formation est fournie pour leur utilisation, avec un soutien post-formation. Une formation à la mobilité et à la réadaptation est également offerte aux personnes aveugles et malvoyantes. En 1981, elle reçoit le prix People of the Year, qu'elle accepte au nom de l'association. Elle supervise la formation des chiens et est connue au centre sous le nom de « madame D ».
Mary Dunlop vit à Liscurra, Carrigaline dans le comté de Cork depuis le début des années 1970. Elle meurt au foyer de soins Castlemahon, Blackrock, Cork le 20 décembre 2003.